# Thomas Mitis
Thomas Mitis seit 1556 von Limusa (* 1523 in Nymburk; † 1591 in Prag) war ein böhmischer humanistischer neulateinischer Dichter, Gelehrter, Schulrektor und Verleger in Český Brod (Böhmisch Brod) und Prag.
Er wurde auch als Thomas Mitis Lymusaeus, Thomas Mitis von Limusa oder Lemusa, Tomáš Mitis z Limuz zitiert. 

## Leben
Mitis ging in Nymburk und Žatec (Saaz) zur Schule und studierte an der Karls-Universität Prag, wo er ein Schüler des Humanisten Matthaeus Collinus war, wurde 1546 Bakkelaureus, 1552 Magister mit anschließenden Lehrtätigkeiten in Böhmisch-Brod und später an der Jendrisska Schule in der Prager Altstadt; außerdem hatte er eine Privatschule in seinem Haus. Ab 1563 war Mitis von Limusa Buchhändler und Verleger mit eigener Druckerei. Er stand in lebhaftem Kontakt mit führenden Literaten seiner Zeit. Er schrieb lateinische Gedichte meist religiösen Inhalts. Er verlegte auch die Arbeiten anderer Humanisten in Böhmen.
1571 kam er in Konflikt mit der Obrigkeit wegen des Verkaufs und der Einfuhr von damals verbotenen Büchern der calvinistischen und reformierten Lehre nach Zwingli.
Mitis von Limusa selbst schrieb Gedichte in Latein, meist religiösen Inhalts. Ab 1563 gab er die Schriften des Humanisten Bohuslaus Lobkowicz von Hassenstein heraus.

## Schriften (Auswahl)
- Elegiae de provintia dei, Adhaec meditatio argumenti eiusdem in Psalmum 104
- Pia meditatio in Psalmum 104
- Catechesis biblicae libri septem carminice, 1587